# Blaue Fabrik

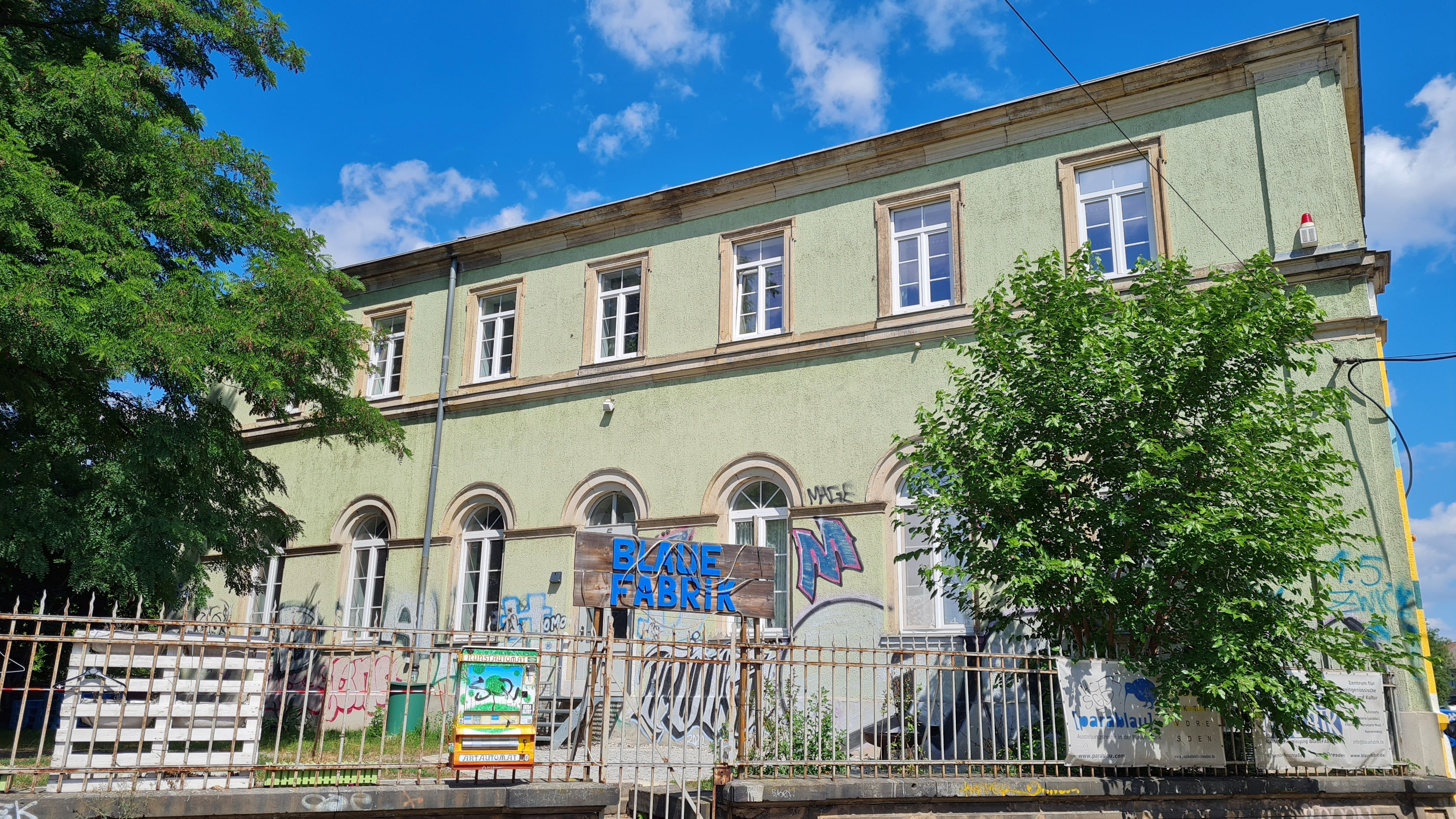
Blaue Fabrik 2022

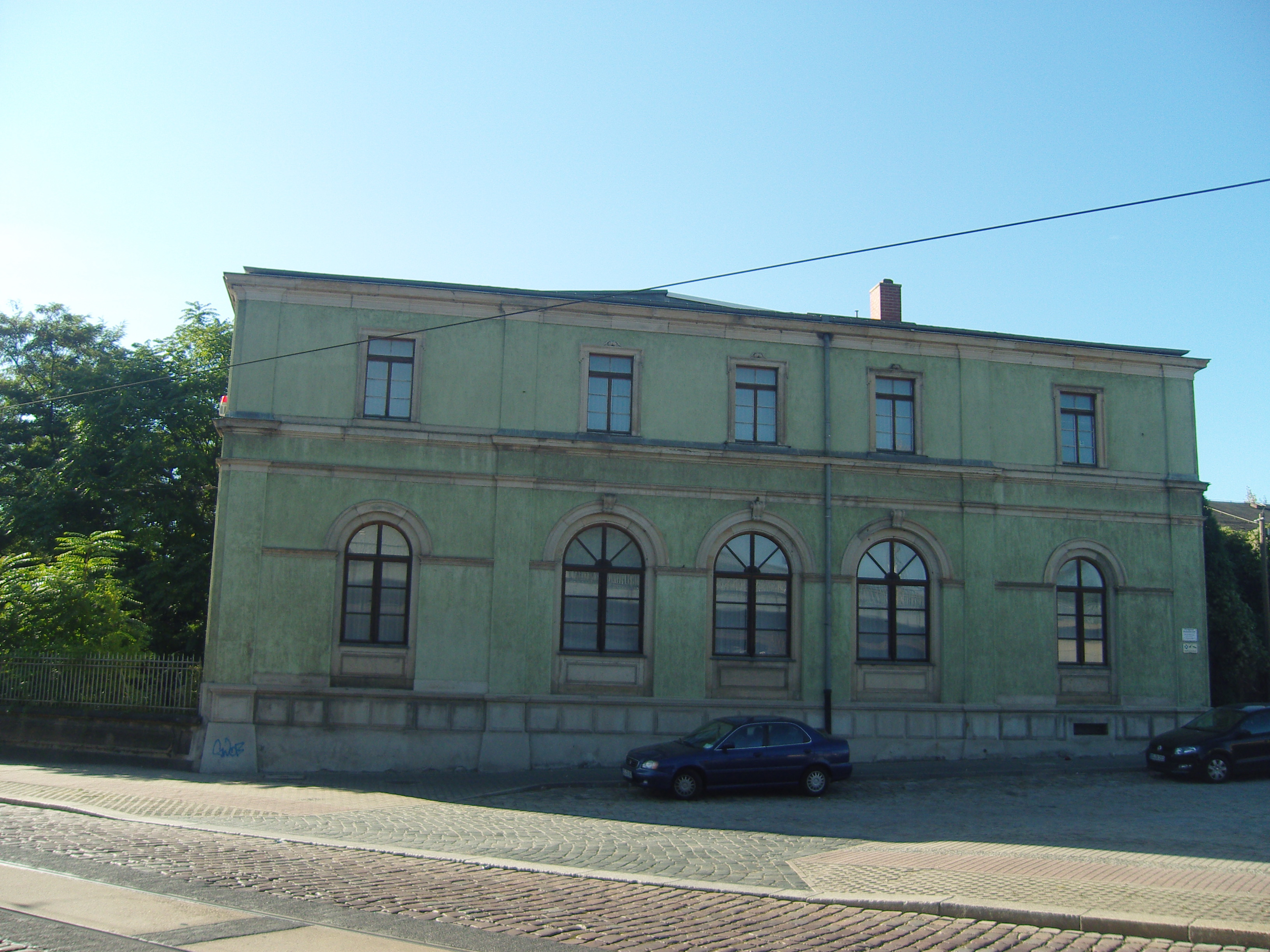
Die Blaue Fabrik sitzt in der sogenannten „Grünen Villa“, einem Teil des alten Leipziger Bahnhofs in Dresden.

Die Blaue Fabrik ist eine Kultureinrichtung in freier Trägerschaft im Dresdner Szeneviertel Äußere Neustadt.

## Geschichte
Im Dezember 1991 eröffnete die Blaue Fabrik als freie Galerie, gegründet von Sigrid Walter, Lutz Fleischer und Thomas Haufe. Der Name spielt auf die „Blue Notes“ des Jazz an. Wichtig bei zwei der Gründern – Thomas Haufe und Lutz Fleischer – war auch eine Fabrik ins Leben zu rufen, wo man sprichwörtlich auch „blau machen könnte“; was man interpretieren kann als mit Muße zu arbeiten, ohne autoritären industriellen Takt, und nach eigenem inneren Gesetz. Bis 1996 fanden zahlreiche Ausstellungen in- und ausländischer Künstler statt.
1996 wurde die Galerie aus finanziellen Gründen geschlossen. Eine Künstlervereinigung unter der Leitung von Hanne Wandtke  mit u. a. den Mitgliedern Isolde Matkey (Dramaturgin), Uwe Krause, Günter Heinz, Matthias Macht (Schlagzeuger) und Hartmut Dorschner (Komponist) übernahm im selben Jahr die Galerie und zusätzliche Räumlichkeiten, in denen Ateliers eingerichtet wurden. 1997 wurde der Verein Künstlervereinigung blaueFABRIK e.V. als Träger gegründet.
Die Blaue Fabrik wandelte sich dadurch vom reinen Ausstellungsort zu einem Produktions- und Aufführungsort für genreübergreifende, zeitgenössische Kunst und wurde zu einem der wichtigsten Orte zeitgenössischer Kunst in Dresden.
Im Jahr 2000 wurde von Jo Siamon Salich (Video-Medienkünstler), Hartmut Dorschner und der Computerfirma „dialogic“ das „blueLAB“ als erstes Dresdner Interface-Labor in der blauenFABRIK gegründet. Es ist eine interaktive Arbeitssituation und Experimentallabor für computergestützte Kunst, in der Tanzperformances, Installationen und interaktive Konzerte erarbeitet werden, welche europaweit aufgeführt wurden (z. B. Ars Electronica in Linz, Strasbourg und Salzburg). Das blueLAB war auch ein Brückenschlag zum Festspielhaus Hellerau, wo gemeinsame Produktionen mit der Cynetart und dem Europäischen Zentrum der Künste entstanden sind.
2005 erhielt die Blaue Fabrik den Kulturförderpreis der Stadt Dresden.
Nach dem Rücktritt des Vorstandes um Hartmut Dorschner und Hanne Wandtke geriet der Verein in eine tiefe Krise und stand kurz vor der Auflösung. Der seit 2010 amtierende Vorstand um Holger Knaak konsolidierte die Lage, öffnete die Räumlichkeiten auch für andere Nutzer und initiierte neue Projekte. Seit 2010 erhält der Verein institutionelle Förderung der Stadt Dresden.
Die Blaue Fabrik beherbergte die Ateliers/Arbeitsräume des blueLAB/Jo Siamon Salich (Medienkunst), Walter Battisti (Südtiroler Maler und Grafiker), Christopher Simpson (britischer Maler), Jörg Ritter (Percussionist), Matthias Macht (Schlagzeuger), Martin Schulze (Posaunist). Die Bands Blenderman, The Roaring 420s, Sir Robin and the Longbowman und andere Formationen hatten dort ihre Probenräume. Künstlerische Mitglieder der Blauen Fabrik sind Christopher Haley Simpson, Conny Köckritz, Dr. Günter Heinz, Jo Siamon Salich, Iris Hilpert, Philip Bremer und Richard Ebert.
Im Jahr 2013 musste das ursprüngliche Gebäude aus baurechtlichen Gründen geschlossen werden. Nach drei Übergangsjahren hinter dem Hauptpostamt Dresden 6 bezog der Verein 2016 großzügige neue Räume in der sogenannten „Grünen Villa“, einem Teil des alten Leipziger Bahnhofs.
Die Blaue Fabrik ist Mitglied im KlangNetz Dresden.

## Aktuelle Projekte
- Das Festival Frei Improvisierter Musik unter Leitung von Günter Heinz
- Die blaueBÜHNE als Konzertreihe für modern Jazz und frei improvisierte Musik.
- In Session with... von und für Studenten der Musikhochschulen als studienergänzende Praxismöglichkeit.
- Die Ausstellungsreihe [parablau] mit Künstlern aus dem In- und Ausland.
- Die Blaue Fabrik wird zudem von vielen anderen Dresdner Kunst- und Kulturvereinen als Proben- und Aufführungsort benutzt, so z. B. vom Ensemble Courage, der Sinfonietta Dresden, dem elole-Klaviertrio, der Neuen Dresdner Kammermusik und der Sächsischen Gesellschaft für Neue Musik.